# امامزاده سید سعید چلیچه
امامزاده سید سعید چلیچه مربوط به دوره صفوی - دوره قاجار است و در شهرستان فارسان، بخش مرکزی، شهر چلیچه واقع شده و این اثر در تاریخ ۸ مرداد ۱۳۸۱ با شمارهٔ ثبت ۵۹۸۲ به‌عنوان یکی از آثار ملی ایران به ثبت رسیده است.